# Саландер
Саландер — середнього розміру кролі м'ясо-шкірового напряму. З'явилася ця ефектна порода в Голландії 1970-х роках, а пізніше унікальне забарвлення, яке сподобалося любителям, було передане іншим породам — висловухим баранам і левоголовим кроликам.

## Історія
Порода з'явилася завдяки щасливому випадку, який іноді виступає на стороні заводчиків і відповідальний за появу інших красивих порід — рекс і сатин. У 1970 роках у Голландії, від схрещування тюрінзьких кроликів і шиншили забарвлення агуті з'явилися особини з помітним забарвленням саландер.
Цікаву ознаку відразу взялися закріплювати, відбираючи кролів із найхарактернішим забарвленням і схрещувати їх між собою. Порода, яка належить до хутряних, отримала стандарт у Великій Британії, і там же зафіксована як рідкісна.

## Біологічні характеристики
Кремезний щільний кролик із добре розвиненими м'язами, середня вага 2,7-4 кг. Тіло округле, ноги короткі, потужні. Голова велика, широка, шия майже непомітна, у самок часто розвивається об'ємне підгруддя. Довгі, міцні, покриті густою шерстю вуха розташовані вертикально.

## Хутро
Хутро м'яке й шовковисте на дотик. Світло-сірий колір шубки переходить в насичений темно-сірий тон на животі, боках, мордочці, щоках і зовнішній поверхні вух.